# Liste des lieux patrimoniaux de la Gaspésie–Îles-de-la-Madeleine
Cet article recense les lieux patrimoniaux de la Gaspésie–Îles-de-la-Madeleine inscrit au répertoire canadien des lieux patrimoniaux, qu'ils soient de niveau provincial, fédéral ou municipal.

## Liste des lieux patrimoniaux
- Haut – A
- B
- C
- D
- E
- F
- G
- H
- I
- J
- K
- L
- M
- N
- O
- P
- Q
- R
- S
- T
- U
- V
- W
- X
- Y
- Z

| [ 1 ] | Lieu patrimonial                                    | Illustration                                        | Municipalité                             | Adresse                             | Coordonnées          | No    | Constr.   | Prot.               | Rec.              | Notes      |
| ----- | --------------------------------------------------- | --------------------------------------------------- | ---------------------------------------- | ----------------------------------- | -------------------- | ----- | --------- | ------------------- | ----------------- | ---------- |
| F     | Phare de la Pointe Bonaventure                      | Phare de la pointe Bonaventure                      | Bonaventure                              |                                     | 48.035673 -65.482771 | 11217 | 1902      | ÉFP reconnu         | 16 septembre 1996 |            |
| M     | Site du patrimoine de l'Église-de-Saint-Bonaventure | Site du patrimoine de l'Église-de-Saint-Bonaventure | Bonaventure                              | Avenue de Grand-Pré                 | 48.04503 -65.49183   | 10715 |           | SP constitué        | 7 juillet 2003    |            |
| M     | Église de Cap-Chat                                  | Église de Cap-Chat                                  | Cap-Chat                                 | Rue Notre-Dame                      | 49.09725 -66.68808   | 15233 |           | MH cité             | 7 mai 2007        |            |
| M     | La Neigière                                         | Téléverser                                          | Caplan                                   | Plage aménagée de la Rivière        | 48.11414 -65.73486   | 11268 |           | MH cité             | 3 avril 2006      |            |
| M     | Église de Saint-Joseph                              | Église de Saint-Joseph                              | Carleton-sur-Mer                         | Boulevard Perron                    | 48.10169 -66.10911   | 15337 |           | MH cité             | 6 novembre 2006   |            |
| M     | Site du Mont-Saint-Joseph                           | Site du Mont-Saint-Joseph                           | Carleton-sur-Mer                         | Rue de la Montagne                  | 48.13436 -66.11528   | 13269 |           | SP constitué        | 2 juin 2003       |            |
| M     | Site patrimonial de la Cabane-à-Eudore              | Téléverser                                          | Carleton-sur-Mer                         | Rue du Quai                         | 48.095 -66.12481     | 15323 |           | SP constitué        | 7 janvier 2008    |            |
| P     | Site archéologique de Pabos                         | Téléverser                                          | Chandler                                 | rue de la Plage                     | 48.32567 -64.69978   | 13804 |           | SA classé SH classé | 14 avril 1975     |            |
| P     | Cathédrale du Christ-Roi                            | Cathédrale du Christ-Roi                            | Gaspé                                    | Rue de la Cathédrale                | 48.82997 -64.48697   | 11119 |           | MH reconnu          | 25 janvier 2001   |            |
| F     | Église anglicane St. Peter's                        | Téléverser                                          | Gaspé                                    | Petit-Gaspé                         | 48.80618 -64.25318   | 10993 |           | ÉFP reconnu         | 30 septembre 1993 |            |
| F     | Entrepôt Hyman                                      | Entrepot Hyman                                      | Gaspé                                    | Grande-Grave                        | 48.79116 -64.22296   | 2901  |           | ÉFP reconnu         | 1er novembre 2001 |            |
| F     | Grange Xavier-Blanchette                            | Grange Xavier-Blanchette                            | Gaspé                                    | Grande-Grave                        | 48.78697 -64.218     | 2919  |           | ÉFP reconnu         | 1er novembre 2001 |            |
| F     | Maison Alfred-W.-Dolbel                             | Téléverser                                          | Gaspé                                    | Grande-Grave                        | 48.79292 -64.22373   | 2920  |           | ÉFP reconnu         | 1er novembre 2001 |            |
| F     | Maison Charles-Philip-Bartlett                      | Téléverser                                          | Gaspé                                    | Grande-Grave                        | 48.79465 -64.22552   | 2903  |           | ÉFP reconnu         | 1er novembre 2001 |            |
| F     | Maison Daniel-Gavey                                 | Téléverser                                          | Gaspé                                    | Grande-Grave                        | 48.79852 -64.22732   | 2904  |           | ÉFP reconnu         | 1er novembre 2001 |            |
| F     | Maison Elias-Gavey                                  | Téléverser                                          | Gaspé                                    | Grande-Grave                        | 48.79598 -64.22797   | 2902  |           | ÉFP reconnu         | 1er novembre 2001 |            |
| F     | Maison Joseph-Gavey                                 | Téléverser                                          | Gaspé                                    | Grande-Grave                        | 48.79531 -64.22658   | 2905  |           | ÉFP reconnu         | 1er novembre 2001 |            |
| F     | Maison Percival-Gerald-Hyman                        | Téléverser                                          | Gaspé                                    | 26, rue York                        | à géolocaliser       | 11014 |           | ÉFP reconnu         | 10 juin 1993      |            |
| P     | Maison William-Wakeham                              | Téléverser                                          | Gaspé                                    | 186, rue de la Reine                | 48.82742 -64.48797   | 5501  |           | MH classé           | 16 octobre 1987   |            |
| P     | Manoir Le Boutillier                                | Téléverser                                          | Gaspé                                    | 578, boulevard du Griffon           | 48.93222 -64.30156   | 5032  |           | MH classé           | 16 septembre 1974 | ,          |
| F     | Manoir Le Boutillier                                | Téléverser                                          | Gaspé                                    | 578, boulevard du Griffon           | 48.93222 -64.30156   | 13303 |           | LHN                 | 28 novembre 1975  | [ 5 ]      |
| F     | Manoir Xavier-Blanchette                            | Manoir Xavier-Blanchette                            | Gaspé                                    | Grande-Grave                        | 48.78714 -64.218150  | 2906  |           | ÉFP reconnu         | 1er novembre 2001 |            |
| M     | Moulin des Plourde                                  | Téléverser                                          | Gaspé                                    | boulevard Renard Ouest              | 48.99594 -64.39611   | 10281 |           | MH cité             | 7 décembre 1998   |            |
| F     | Phare de Cap Gaspé                                  | Phare                                               | Gaspé                                    | Cap Gaspé                           | 48.751041 -64.162625 | 11274 | 1949-1950 | ÉFP reconnu         | 19 juillet 1991   | en service |
| F     | Phare de Cap-des-Rosiers                            | Phare de Cap-des-Rosiers                            | Gaspé                                    | Route 132                           | 48.856174 -64.201334 | 7403  |           | LHN                 | 11 juin 1973      |            |
| F     | Remise Xavier-Blanchette                            | Remise Xavier-Blanchette                            | Gaspé                                    | Grande-Grave                        | 48.78696 -64.21826   | 2907  |           | ÉFP reconnu         | 1er novembre 2001 |            |
| F     | Résidence-magasin Hyman                             | Résidence-magasin Hyman                             | Gaspé                                    | Grande-Grave                        | 48.79138 -64.22301   | 2900  |           | ÉFP reconnu         | 1er novembre 2001 |            |
| F     | Tour de phare                                       | Tour de phare                                       | Gaspé                                    | Route 132                           | 48.856174 -64.201334 | 4383  |           | ÉFP classé          | 31 mars 1994      | [ 6 ]      |
| M     | École d'Old-Harry                                   | Téléverser                                          | Grosse-Île                               | 787, chemin Principal               | 47.57412 -61.47861   | 11461 |           | MH cité             | 11 juin 2008      |            |
| M     | Église Saint-Peter's-By-the-Sea                     | Église Saint-Peter's-By-the-Sea                     | Grosse-Île                               | Chemin Principal                    | 47.57178 -61.48675   | 10990 |           | MH cité             | 11 juin 2008      |            |
| F     | Phare                                               | Phare                                               | La Martre                                |                                     | 49.20612 -66.17143   | 4697  |           | ÉFP reconnu         | 26 mai 1988       |            |
| M     | École Saint-Joseph                                  | Téléverser                                          | Les Îles-de-la-Madeleine                 | 638, route 199                      | 47.40561 -61.79125   | 8306  |           | MH cité             | 17 janvier 2006   |            |
| M     | Église All Saints                                   | Église All Saints                                   | Les Îles-de-la-Madeleine                 | Chemin School                       | 47.27314 -61.70989   | 8219  |           | MH cité             | 17 janvier 2006   |            |
| M     | Église de Saint-François-Xavier                     | Église de Saint-François-Xavier                     | Les Îles-de-la-Madeleine                 | Chemin du Bassin                    | 47.22225 -61.93244   | 8424  |           | MH cité             | 10 octobre 2006   |            |
| P     | Église de Saint-Pierre-de-La Vernière               | Église de Saint-Pierre-de-La Vernière               | Les Îles-de-la-Madeleine                 | Chemin de La Vernière               | 47.37067 -61.90719   | 11999 |           | MH classé           | 13 mars 1992      |            |
| M     | Église Sacré-Cœur                                   | Église Sacré-Cœur                                   | Les Îles-de-la-Madeleine                 | Chemin de l'Église                  | 47.56228 -61.52433   | 8948  |           | MH cité             | 17 janvier 2006   |            |
| M     | Fumoirs de la Pointe-Basse                          | Fumoirs de la Pointe-Basse                          | Les Îles-de-la-Madeleine                 | 27, chemin du Quai Nord             | 47.52978 -61.709     | 8305  |           | MH cité             | 17 janvier 2006   |            |
| F     | Phare                                               | Phare                                               | Les Îles-de-la-Madeleine                 | Chemin du Phare                     | 47.2125 -61.97194    | 10713 | 1871      | ÉFP reconnu         | 1991              | [ 7 ]      |
| M     | Phare de l'Anse-à-la-Cabane                         | Phare de l'Anse-à-la-Cabane                         | Les Îles-de-la-Madeleine                 | Chemin du Phare                     | 47.2125 -61.97194    | 8717  | 1871      | IP cité             | 2006              | [ 8 ]      |
| M     | Phare de l'Île-Brion                                | Phare de l'Île-Brion                                | Les Îles-de-la-Madeleine                 | Île Brion                           | 47.78472 -61.50556   | 8516  |           | MH cité             | 17 janvier 2006   |            |
| M     | Phare de l'Île-d'Entrée                             | Phare de l'Île-d'Entrée                             | Les Îles-de-la-Madeleine                 | Île d'Entrée                        | 47.26839 -61.70486   | 8970  |           | MH cité             | 17 janvier 2006   |            |
| M     | Phare du Borgot                                     | Phare du Borgot                                     | Les Îles-de-la-Madeleine                 | Chemin du Phare                     | 47.38475 -61.95919   | 8422  |           | MH cité             | 17 janvier 2006   |            |
| M     | Phare du Cap-Alright                                | Phare du Cap-Alright                                | Les Îles-de-la-Madeleine                 | Chemin des Échoueries               | 47.39097 -61.77361   | 8971  | 1928      | IP cité             | 2006              |            |
| M     | Presbytère du Bassin                                | Presbytère du Bassin                                | Les Îles-de-la-Madeleine                 | 574, chemin du Bassin               | 47.22242 -61.93203   | 13612 |           | MH cité             | 17 janvier 2006   |            |
| M     | Presbytère du Havre-aux-Maisons                     | Téléverser                                          | Les Îles-de-la-Madeleine                 | 288, route 199                      | 47.39819 -61.81842   | 11044 |           | MH cité             | 17 janvier 2006   |            |
| P     | Site patrimonial de La Grave                        | Site patrimonial de La Grave                        | Les Îles-de-la-Madeleine                 | Route 199                           | 47.23689 -61.83583   | 6988  |           | SP classé           | 1983              |            |
| M     | Vieux couvent de Havre-aux-Maisons                  | Vieux couvent de Havre-aux-Maisons                  | Les Îles-de-la-Madeleine                 | 292, route 199                      | 47.39844 -61.81783   | 8307  |           | MH cité             | 17 janvier 2006   |            |
| M     | Ancien presbytère de Saint-Laurent                  | Téléverser                                          | Matapédia                                | 3, rue du Carillon                  | 47.97486 -66.95325   | 10161 | 1903      | IP cité             | 2005              |            |
| M     | Église de Saint-Laurent                             | Église de Saint-Laurent                             | Matapédia                                | Rue du Carillon                     | 47.97422 -66.95342   | 15404 | 1903      | IP cité             | 2005              |            |
| F     | Gare de VIA Rail/Canadien National                  | Gare de VIA Rail/Canadien National                  | Matapédia                                | 10, rue Macdonell                   | 47.975 -66.937       | 4618  | 1903      | GFP                 | 1994              |            |
| F     | Gare de VIA Rail/Canadien National                  | Téléverser                                          | New Carlisle                             | 6, rue de Vimy                      | 48.007 -65.323       | 4619  |           | GFP                 | 1er juin 1994     |            |
| P     | Maison René-Lévesque                                | Téléverser                                          | New Carlisle                             | 16, rue de Mountsorrel              | 48.00808 -65.32833   | 4840  |           | MH reconnu          | 24 juin 1995      |            |
| M     | Centre d'héritage britannique de la Gaspésie        | Téléverser                                          | New Richmond                             | 351, boulevard Perron Ouest         | 48.18275 -65.89058   | 13928 |           | SP constitué        | 8 avril 2002      |            |
| P     | Magasin général J.-A.-Gendron                       | Téléverser                                          | New Richmond                             | 347, boulevard Perron Ouest         | 48.18278 -65.88992   | 4840  |           | MH classé           | 31 août 1981      |            |
| M     | Pont de Saint-Edgar                                 | Pont de Saint-Edgar                                 | New Richmond                             | Avenue des Ponts                    | 48.23753 -65.72547   | 9795  |           | MH cité             | 4 août 2003       | [ 9 ]      |
| P     | Pont de Saint-Edgar                                 | Pont de Saint-Edgar                                 | New Richmond                             | Avenue des Ponts                    | 48.23753 -65.72547   | 14082 |           | MH classé           | 1er octobre 2009  | [ 10 ]     |
| M     | Site du patrimoine de New Richmond                  | Site du patrimoine de New Richmond                  | New Richmond                             | Rue de Dartmouth                    | 48.16194 -65.86      | 14839 |           | SP constitué        | 5 décembre 2006   |            |
| F     | Banc de pêche de Paspébiac                          | Banc de pêche de Paspébiac                          | Paspébiac                                | 3e Rue                              | 48.02119 -65.25425   | 12623 |           | LHN                 | 15 juin 2001      | [ 11 ]     |
| M     | Couvent Notre-Dame                                  | Téléverser                                          | Paspébiac                                | 5, boulevard Gérard-D.-Levesque Est | 48.02958 -65.24828   | 13256 |           | MH cité             | 21 janvier 2008   |            |
| P     | Site historique du Banc-de-Pêche-de-Paspébiac       | Site historique du Banc-de-Pêche-de-Paspébiac       | Paspébiac                                | 3e Rue                              | 48.02119 -65.25425   | 4941  |           | SH classé           | 17 juillet 1981   | [ 12 ]     |
| M     | Maison Le Page                                      | Téléverser                                          | Percé                                    | 266, chemin Bougainville            | 48.6565 -64.26447    | 12377 |           | MH cité             | 14 novembre 2007  |            |
| F     | Phare du Cap d'Espoir                               | Phare                                               | Percé                                    |                                     | 48.41925 -64.31715   | 11182 | 1939      | ÉFP reconnu         | 3 novembre 1988   |            |
| P     | Site patrimonial de Percé                           | Site patrimonial de Percé                           | Percé                                    |                                     | 48.52131 -64.21425   | 10526 |           | SP déclaré          | 1973              |            |
| F     | Bataille de la Ristigouche                          | Bataille de la Ristigouche                          | Pointe-à-la-Croix                        | Route 132                           | 48.0167 -66.7347     | 17341 |           | LHN                 | 1924              |            |
| P     | Maison Busteed                                      | Maison Busteed                                      | Pointe-à-la-Croix                        | 101, chemin de Bordeaux             | 48.01158 -66.73811   | 5500  |           | MH classé           | 9 octobre 1987    |            |
| M     | Église Saint-Phillip                                | Église Saint-Phillip                                | Port-Daniel–Gascons                      | Route 132 Ouest                     | 48.19411 -64.85964   | 8420  |           | MH cité             | 30 octobre 2000   |            |
| F     | Gare du Canadien National/VIA Rail                  | Téléverser                                          | Port-Daniel–Gascons                      | 490, Route 132                      | 48.1788 -64.9708     | 4616  |           | GFP                 | 1er avril 1995    |            |
| M     | Presbytère de Notre-Dame-du-Mont-Carmel             | Téléverser                                          | Port-Daniel–Gascons                      | 1, Route 132                        | 48.18342 -64.96056   | 14837 |           | MH cité             | 6 janvier 1987    |            |
| M     | Église Sainte-Anne-des-Monts                        | Église de Sainte-Anne-des-Monts                     | Sainte-Anne-des-Monts                    | 1re Avenue Est                      | 49.13036 -66.48664   | 13233 |           | MH cité             | 5 septembre 2006  |            |
| P     | Maison Théodore-Jean-Lamontagne                     | Maison Théodore-Jean-Lamontagne                     | Sainte-Anne-des-Monts                    | 170, 1re Avenue Est                 | 49.1325 -66.47356    | 6385  |           | MH reconnu          | 4 août 1977       |            |
| M     | Vieille prison de Sainte-Anne-des-Monts             | Vieille prison de Sainte-Anne-des-Monts             | Sainte-Anne-des-Monts                    | 74, 1re Avenue Ouest                | 49.12914 -66.49072   | 12445 |           | MH cité             | 6 mars 2006       |            |
| F     | Phare du Cap-de-la-Madeleine                        | Phare                                               | Sainte-Madeleine-de-la-Rivière-Madeleine |                                     | 49.251019 -65.325819 | 10444 | 1908      | ÉFP reconnu         | 26 mai 1988       |            |